# التطعيم ضد فيروس كورونا في الفلبين

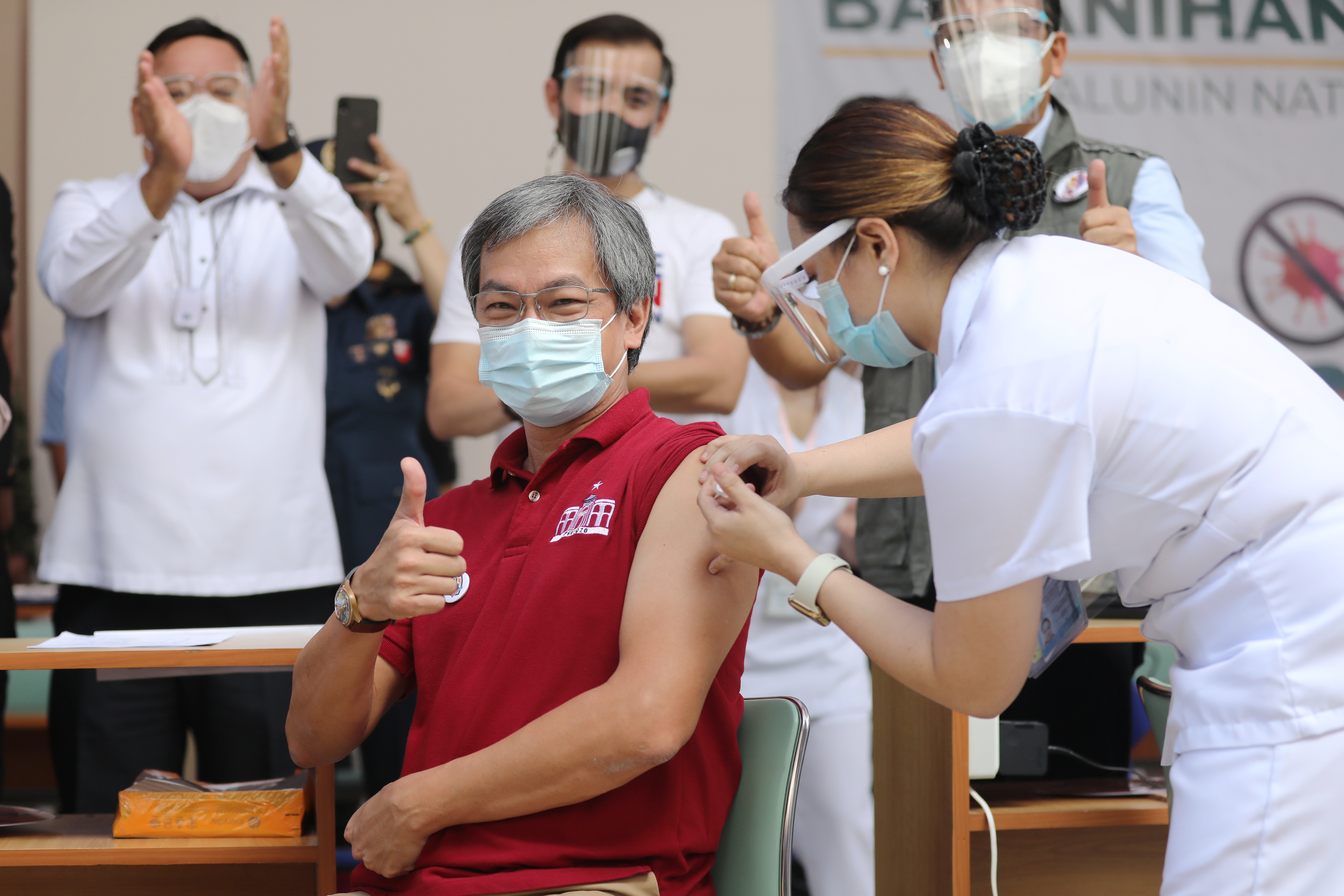
مدير المستشفى العام الفلبيني ، الدكتور جيراردو ليجاسبي ، يحصل على أول تطعيم لمرض كوفيد-١٩

لقاح كوفيد-19 في الفلبين حملة تمنيع جارية ضد فيروس كورونا المستجد المسبب المتلازمة التنفسية الحادة الوخيمة (سارس-كوف-2)، وهو الفيروس المسبب لمرض فيروس كورونا 2019 (كوفيد-19)، استجابةً للجائحة المنتشرة في دولة الفلبين.
أصدرت إدارة الغذاء والدواء في الفلبين تراخيص الاستخدام الطارئ لسبعة لقاحات ضد كوفيد-19، وهي - بالترتيب الزمني: توزيناميران (لقاح فايزر وبيونتيك) وأكسفورد آسترازينيكا وسينوفاك ويانسن (لقاح جونسون آند جونسون) وكوفاكسين وموديرنا. توجد ثمانية لقاحات أخرى ضمن البرنامج، لكنها ما زالت في مراحل مختلفة من التطوير.
لغاية 29 مايو عام 2021، قُدّمت نحو 5,120,023 جرعة لقاح في جميع أنحاء الفلبين. حصل على اللقاح 3,930,670 فردًا من مختلف أنحاء الدولة، وتلقى 1,189,353 منهم الجرعة الثانية من اللقاح.

## الخلفية والجدول الزمني
تشكل الهيكل التنظيمي لإدارة برنامج التمنيع ضد الفيروس المسبب لكوفيد-19 في 26 أكتوبر عام 2020، لتسهيل توزيع لقاحات كوفيد-19 في الفلبين، ورغم ذلك، استُبدل الهيكل التنظيمي بتجمع اللقاحات التابع لفرقة العمل المشتركة بين الوكالات المعنية بالأمراض المعدية الناشئة (آي إيه تي إف – إي آي دي) في 6 نوفمبر عام 2020. عُيِّن كارليتو غالفيز جونيور لقيادة المجموعة باسم قيصر اللقاح. جرت الموافقة أيضًا على برنامج التلقيح الوطني الفلبيني وخطة تنفيذ البرنامج بحلول 6 نوفمبر عام 2020.

### التحضيرات

#### المنظمات المشاركة
تشكل الهيكل التنظيمي لإدارة برنامج التمنيع ضد كوفيد-19 في 26 أكتوبر وهدفه الإشراف على توزيع لقاحات كوفيد-19 حال توفرها. رغم ذلك، وبحلول 6 نوفمبر، أُلغي الهيكل التنظيمي واستُبدل بتجمع اللقاحات تحت راية فرقة العمل الوطنية لمكافحة كوفيد-19 التابعة لفرقة العمل المشتركة بين الوكالات المعنية بالأمراض المعدية الناشئة. يختلف تجمع اللقاحات عن مجموعة الاستجابة لكوفيد-19 التابعة لفريق العمل الوطني.
إدارة الغذاء والدواء هي الوكالة المكلفة بمراجعة لقاحات كوفيد-19 والموافقة على الاستخدام والتوزيع التجاري لهذه اللقاحات في الفلبين، بالإضافة إلى إصدار إذن الاستخدام الطارئ للقاحات.

#### خطة التسليم
خططت الحكومة الوطنية في الفلبين لإطلاق برنامج التلقيح في فبراير، وتوقعت تسليم لقاحات من فايزر، والتي حصلت عليها من منشأة كوفاكس، والدفعة الأولى من لقاحات سينوفاك، وكان عدد جرعات اللقاح 50,000 جرعة. تأخر تسليم لقاحات شركة فايزر بسبب مشكلات تتعلق بالوثائق.
تخطط الحكومة لبدء تنفيذ كامل أو تلقيح جماعي لعامة الشعب في أواخر عام 2021.

#### موافقة الجهات الرقابية
في ظل الظروف العادية، تجري إدارة الغذاء والدواء مراجعة للأدوية واللقاحات للموافقة عليها في غضون ستة أشهر. وقع الرئيس رودريغو دوتيرتي بهدف تسريع الاستجابة الحكومية الطبية للوباء أمرًا تنفيذيًا في 2 ديسمبر عام 2020، والذي سمح لإدارة الغذاء والدواء بمنح إذن الاستخدام الطارئ للقاحات وعلاجات كوفيد-19. يتيح إذن الاستخدام الطارئ الخاص بلقاح معين للحكومة شراء ذلك اللقاح، ويسمح أيضًا باستخدامه ضمن برنامج التلقيح. لا يسمح إذن الاستخدام الطارئ بالاستخدام التجاري لمثل هذه اللقاحات أو الموافقة على استخدام اللقاح للاستخدام الشخصي.
تندرج موافقة إدارة الغذاء والدواء لعملية الموافقة على إذن الاستخدام الطارئ ضمن التعميم رقم 2020-036 لإدارة الغذاء والدواء.
تظل اتفاقية إذن الاستخدام الطارئ الممنوحة للقاح أو دواء لمرض كوفيد-19 سارية إن استوفت ثلاثة شروط:
- استنادًا إلى مجموع الأدلة، بما في ذلك البيانات من التجارب المحكومة الكافية والمعروفة جيدًا، فمن المعقول الاعتقاد بأن الدواء أو اللقاح قد يكون فعالًا في الوقاية من مرض كوفيد-19 أو تشخيصه أو علاجه.
- الفوائد المعروفة والمحتملة للدواء أو اللقاح... تفوق المخاطر المعروفة والمحتملة -إن وجدت.
- لا يوجد بديل مناسب ومعتمد ومتاح للدواء أو اللقاح.

تنتهي صلاحية إذن الاستخدام الطارئ بعد عام واحد من رفع حالة الطوارئ الصحية العامة المعلنة استجابة للجائحة أو عام واحد من تاريخ تسجيله إن تم تسجيل عقار أو لقاح لكوفيد-19 بصورة كاملة لدى إدارة الغذاء والدواء.
تتضمن الشروط التي يجب على الشركة المصنعة للقاح الوفاء بها للحصول على إذن الاستخدام الطارئ في الفلبين الحصول على إذن استخدام طارئ سابق في دولة المنشأ أو الدول الأخرى التي تمتاز بوجود جهات تنظيمية ناضجة. لا يُسمح لأي مصنع بالحصول على إذن استخدام طارئ في الفلبين إن كانت الدولة الأولى. لأغراض عملية الموافقة على إذن الاستخدام الطارئ من قِبل إدارة الغذاء والدواء، تعد الجهات التنظيمية الأجنبية التالية «ناضجة»:
- إدارة السلع العلاجية (أستراليا)
- وكالة الأجهزة الصيدلانية والطبية (اليابان)
- وزارة سلامة الأغذية والأدوية (كوريا الجنوبية)
- وزارة الصحة (كندا)
- هيئة العلوم الصحية (سنغافورة)
- الوكالة السويسرية للمنتجات العلاجية (سويسرا)
- الوكالة التنظيمية للأدوية ومنتجات الرعاية الصحية (المملكة المتحدة)
- إدارة الغذاء والدواء (الولايات المتحدة)
- وكالة الأدوية الأوروبية (الاتحاد الأوروبي)
- الشركات المصنعة للقاحات التي تقدمت بطلب للحصول على إذن الاستخدام الطارئ

أعلنت إدارة الغذاء والدواء في الفلبين أن ثلاث شركات لتصنيع اللقاح، وهي فايزر-بيونتيك وآسترازينيكا وسينوفاك، استفسرت عن عملية الحصول على إذن الاستخدام الطارئ في الفلبين. تقدمت شركة فايزر بطلب للحصول على إذن الاستخدام الطارئ للقاح كوفيد-19 فايزر-بيونتيك في 23 ديسمبر عام 2020، بينما تقدمت شركة أكسفورد آسترازينيكا بطلب للحصول على إذن الاستخدام الطارئ للقاح إيه زد دي 1222 في 6 يناير عام 2021. في 6 يناير، تقدم مركز غاماليا الوطني لأبحاث علوم الأوبئة والأحياء الدقيقة بطلب للحصول على إذن الاستخدام الطارئ للقاح سبوتنيك في. في 13 يناير، تقدمت شركة سينوفاك بطلب للحصول على إذن الاستخدام الطارئ للقاح كورونافاك. في 21 يناير، تقدمت شركة بهارات بيوتيك بطلب للحصول على إذن الاستخدام الطارئ من أجل لقاح كروفاكسين. في 31 مارس، تقدمت شركة جونسون آند جونسون بطلب للحصول على إذن الاستخدام الطارئ للقاح إيه دي 26 كوف 2 إس. في 26 أبريل، تقدمت شركة موديرنا بطلب للحصول على إذن الاستخدام الطارئ للقاح إم آر إن إيه 1273. في 20 مايو، تقدمت شركة سينوفارم بطلب للحصول على إذن الاستخدام الطارئ من أجل لقاح بي بي آي بي بّي-كور في.
وافقت إدارة الغذاء والدواء على طلب إذن الاستخدام الطارئ لشركة فايزر-بيونتيك في 14 يناير عام 2021. في 28 يناير، وافقت إدارة الغذاء والدواء على طلب إذن الاستخدام الطارئ الخاص بلقاح أكسفورد-آسترازينيكا. في 22 فبراير، وافقت إدارة الغذاء والدواء على طلب شركة سينوفاك الخاص بإذن الاستخدام الطارئ. في 19 مارس، وافقت إدارة الغذاء والدواء في الفلبين على طلب مركز غاماليا الوطني لأبحاث علوم الأوبئة والأحياء الدقيقة الخاص بإذن الاستخدام الطارئ. في 19 أبريل، حصلت شركتا بهارات بيوتيك وجونسون آند جونسون على موافقة من إدارة الغذاء والدواء على إذن الاستخدام الطارئ. في 5 مايو، وافقت إدارة الغذاء والدواء على طلب شركة موديرنا للحصول على إذن الاستخدام الطارئ.